# 爱德华·赛宾
爱德华·赛宾爵士（/ˈseɪbɪn/ SAY-bin，1788年10月14日—1883年6月26日）是一位爱尔兰天文学家、地球物理学家、鸟类学家和探险家，1821年获科普利獎章，1849年获皇家獎章，1852年任不列顛科學協會会长，1861年－1871年间担任英国皇家学会的第30任会长。